# Mitchell Thomas
Mitchell Antony Thomas (Luton, 2 ottobre 1964) è un ex calciatore inglese, di ruolo difensore.

## Palmarès

### Club

#### Competizioni nazionali
- Coppa d'Inghilterra: 1

Tottenham: 1990-1991